# 植田拓
植田 拓（うえだ たく、1999年5月10日 - ）は、大阪府貝塚市出身の元プロ野球選手（外野手）。右投右打。

## 来歴

### 高校時代まで
貝塚市立永寿小学校1年生の時から野球を始め、貝塚市立第一中学校では硬式野球のクラブチームである貝塚シニアに所属するとともに、学校の陸上部もかけもちしていた。
盛岡大学附属高等学校に進学し、「3番・中堅手」として外野のレギュラーに定着。2年夏の第98回全国高等学校野球選手権大会に出場し、ベスト16進出に貢献。創志学園との2回戦では髙田萌生からソロ本塁打を放った。2年秋からは1番に座り、3年春の第89回選抜高等学校野球大会に出場。ベスト8まで勝ち進み、準々決勝で安田尚憲擁する履正社と対戦。0-6の8回裏にソロ本塁打を放ったが、チームは敗れた。同年夏は再び3番に戻り、第99回全国高等学校野球選手権大会に出場。春夏連続のベスト8進出に貢献した。済美との3回戦で1点を追う9回表に同点となるソロ本塁打を放ち、1点リードの延長10回表に試合を決定付ける3ラン本塁打を放った。準々決勝では清水達也、西川愛也、野村佑希を擁する花咲徳栄に敗れた。高校通算で63本塁打を記録。同学年のチームメイトに比嘉賢伸がいた。

### 社会人野球時代
大学へは進学せず、社会人野球のバイタルネットに入社した。大学に進まなかったのは、母子家庭であったことが理由だった。しかし、高校3年時より故障を抱えていた右手首を入社直後の練習で悪化させ、手術を敢行。リハビリに時間がかかる一方で、交際していた女性との間に子供をもうけたことで退社し、大阪に戻って飲食店に勤務した。クラブチームのJFFシステムズに所属し、リハビリに努めた。一方妻からは野球に取り組むことを後押しされ、独立リーグからのNPB入りを決断する。

### 独立リーグ時代
2020年6月29日に四国アイランドリーグplusに所属する愛媛マンダリンパイレーツに入団。しかし1年以上公式戦から遠ざかっていたブランクが大きく、入団直後は登録外の練習生で、8月19日に登録選手に移行したものの、27試合で打率.147の成績に終わり、同年オフに退団した。
その後、2020年11月にルートインBCリーグに所属するオセアン滋賀ブラックスにリーグのドラフトで指名を受け、入団。しかし2021年6月27日に複数の契約違反があったとして契約解除された。後に自らのTwitterにて、CAMPFIREで独自に行っていたクラウドファンディングが選手契約に抵触したこと、練習前のアップ中に他の選手とじゃれ合っていたところ、2人とも転倒してしまい指を負傷させてしまったことが原因だったと明かした。なお、滋賀在籍時には公式戦24試合に出場して3本塁打12打点、打率.294、出塁率.377、長打率.500の成績を残していた。
2021年7月2日に同リーグに所属する茨城アストロプラネッツに入団し、翌日には代打で起用されて移籍後初出場した。10月11日のプロ野球ドラフト会議の当日に放送されるTBS特番『ドラフト速報2021 THE運命の1日』に妻子とともに出演。しかし、ドラフト指名からは漏れた。ドラフト会議に懸ける様子は、同月16日放送のTBS『バース・デイ』でも取り上げられた。
シーズン開幕前の2022年3月24日付でさわかみ関西独立リーグの堺シュライクスへの入団が発表された。茨城・堺ともに発表では「移籍」と表現している。

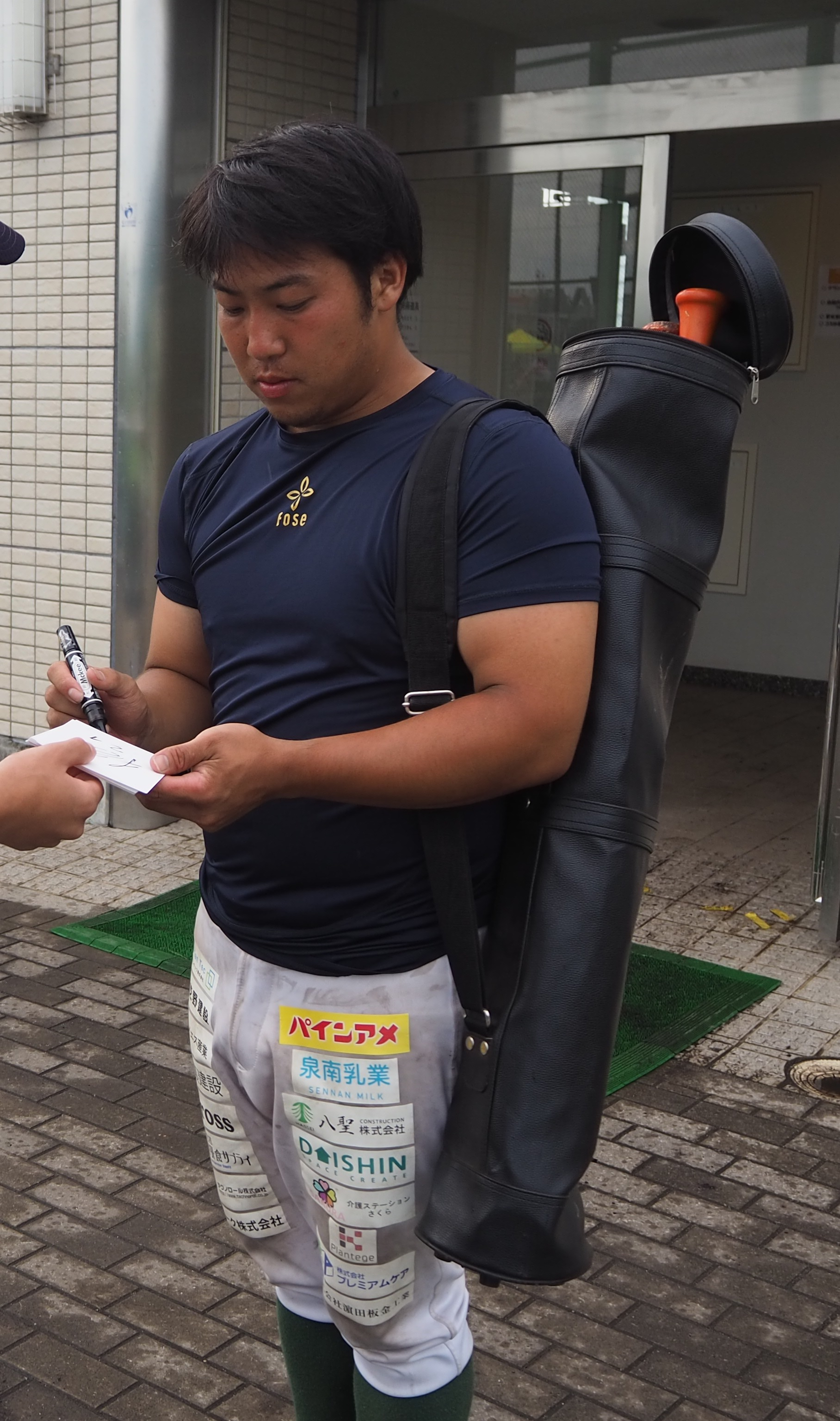
試合後にサインをする植田

シーズン開幕後の6月30日、7月2日をもって現役を引退すると球団および個人アカウントのTwitterを通じて発表した。引退は、手首の悪化が理由と報じられている。予定された通り、7月2日に引退試合が開催され、現役を引退した。

## 選手としての特徴
高校時代のスポーツ新聞記事では、ウエイトトレーニングによる高い筋力に加えて俊足（50m走5秒9）を持つと評されていた。

## 詳細情報

### 独立リーグでの打撃成績
出典はリーグウェブサイトからリンクされる「一球速報.com」。
| 年 度    | 球 団    | 試 合 | 打 席 | 打 数 | 得 点 | 安 打 | 二 塁 打 | 三 塁 打 | 本 塁 打 | 塁 打 | 打 点 | 盗 塁 | 盗 塁 死 | 犠 打 | 犠 飛 | 四 球 | 敬 遠 | 死 球 | 三 振 | 併 殺 打 | 打 率 | 出 塁 率 | 長 打 率 | O P S |
| -------- | -------- | ----- | ----- | ----- | ----- | ----- | -------- | -------- | -------- | ----- | ----- | ----- | -------- | ----- | ----- | ----- | ----- | ----- | ----- | -------- | ----- | -------- | -------- | ----- |
| 2020     | 愛媛     | 27    | 78    | 75    | 5     | 11    | 1        | 0        | 0        | 12    | 2     | 0     | 0        | 0     | 1     | 2     | -     | 0     | 15    | 1        | .147  | .167     | .160     | .327  |
| 2021     | 滋賀     | 24    | 77    | 68    | 15    | 20    | 3        | 1        | 3        | 34    | 12    | 2     | 1        | 0     | 0     | 6     | -     | 3     | 13    | 2        | .294  | .377     | .500     | .877  |
| 2021     | 茨城     | 27    | 81    | 71    | 9     | 20    | 1        | 0        | 1        | 24    | 9     | 1     | 1        | 0     | 1     | 7     | -     | 2     | 11    | 1        | .282  | .358     | .338     | .696  |
| '21計    | 茨城     | 51    | 158   | 139   | 24    | 40    | 4        | 1        | 4        | 58    | 21    | 4     | 2        | 0     | 1     | 13    | -     | 5     | 24    | 3        | .288  | .367     | .417     | .784  |
| 2022     | 堺       | 10    | 23    | 19    | 1     | 3     | 1        | 0        | 0        | 4     | 3     | 1     | 0        | 0     | 0     | 2     | -     | 0     | 1     | 1        | .158  | .304     | .211     | .515  |
| IL：1年  | IL：1年  | 27    | 78    | 75    | 5     | 11    | 1        | 0        | 0        | 12    | 2     | 0     | 0        | 0     | 0     | 2     | -     | 0     | 15    | 1        | .147  | .167     | .160     | .327  |
| BCL：1年 | BCL：1年 | 51    | 158   | 139   | 24    | 40    | 4        | 1        | 4        | 58    | 21    | 4     | 2        | 0     | 0     | 4     | -     | 5     | 24    | 3        | .288  | .367     | .417     | .784  |
| KDL：1年 | KDL：1年 | 10    | 23    | 19    | 1     | 3     | 1        | 0        | 0        | 4     | 3     | 1     | 0        | 0     | 0     | 2     | -     | 0     | 1     | 1        | .158  | .304     | .211     | .515  |

### 背番号
- 8 （2020年）
- 21 （2021年3月9日 - 6月27日）
- 12 （2021年7月2日 - 同年終了）
- 29 （2022年)